# Championnats du monde de trampoline 1978
Navigation
Édition précédente Édition suivante
Les championnats du monde de trampoline 1978, dixième édition des championnats du monde de trampoline, ont eu lieu du 5 au 7 octobre 1978 à Newcastle, en Australie.

## Podiums
| Épreuves                        | Or                                           | Argent                                            | Bronze                                   |
| ------------------------------- | -------------------------------------------- | ------------------------------------------------- | ---------------------------------------- |
| Hommes                          |                                              |                                                   |                                          |
| Individuel résultats détaillés  | Yevgeniy Yanes (URS)                         | Stewart Matthews (GBR)                            | Vladimir Zhadoyev (URS)                  |
| Synchro résultats détaillés     | Yevgeniy Yanes (URS) Vladimir Zhadoyev (URS) | Jurg Roth (SUI) Gerhard Gass (SUI)                | Stewart Matthews (GBR) Carl Furrer (GBR) |
| Tumbling résultats détaillés    | Jim Bertz (USA)                              | Mack Gilliam (USA)                                | Alan Wing (AUS)                          |
| Double Mini résultats détaillés | Stuart Ransom (USA)                          | Brett Austine (AUS)                               | Don Zasadny (USA)                        |
| Femmes                          |                                              |                                                   |                                          |
| Individuel résultats détaillés  | Tatyana Anisimova (URS)                      | Viktoriya Belyayeva (URS)                         | Tatyana Pallukh (URS)                    |
| Synchro résultats détaillés     | Ute Scheile (FRG) Ute Luxon-Czech (FRG)      | Tatyana Anisimova (URS) Viktoriya Belyayeva (URS) | Edith Zaugg (SUI) Ruth Keller (SUI)      |
| Tumbling résultats détaillés    | Nancy Quattrochi (USA)                       | Lori Davison (USA)                                | Aliston Mchugh (AUS)                     |
| Double Mini résultats détaillés | Leigh Hennessey (USA)                        | Norma Lehto (CAN)                                 | Bethany Fairchild (USA)                  |